# Hyalolepidozia
Hyalolepidozia là một chi rêu trong họ Lepidoziaceae.